# 自然治癒力
自然治癒力（しぜんちゆりょく、ラテン語 vis medicatrix naturae、英語: spontaneous remission）とは、人間・動物などの心身全体が生まれながらにして持っている、ケガや病気を治す力・機能を広くまとめて指す表現。手術を施したり、人工的な薬物を投与したりしなくても治る機能のこと。「自己治癒力」とも呼ばれる。

## 概説
ヒポクラテスによる説明
そもそも遡れば、医学の源流とされる古代ギリシャのヒポクラテスは、からだ自体に不調を治す働きがある、と指摘していた。また「病気」というのは失われたバランスを身体が取り戻そうとしている状態なのだ、と述べ、そして、この働きの有無が生きているものと生きていないものを区別するのだ、とも述べた。 
これをふまえヒポクラテスは「自然こそが最良の医者である」という方法論を提示した。つまり、医者の主たる役割というのは身体が持つ自然に治癒しようとする性質を助けることなのであり、医者は身体の働きをよく観察し、治癒的な性質の妨げになっているものを取り除くことによって、結果として身体はそれ自体で健康を取り戻す、と述べた。
現代人による自然治癒力への言及、定義法
現代人による自然治癒力の定義のしかたは複数ある。
例えば中川美典は、自身の定義は東洋医学の専門家によるそれとは異なってはいると断りつつ、次のような定義を提起している。
自分の意識とは関係なく、たえず作動し、常に待機しており、何らかの損傷が発生すると自動的に自己修復プロセスを活性化する力
東洋医学では、上記の定義に加えて、以下も自然治癒力の範囲としているという。
- 人間が生まれながらに持っている病に打ち勝つ力
- 生得的に備わっている病気や環境に対抗する力
- 脳や免疫系、また心の作用による免疫システム

東洋医学では、体調を整えることに主眼を置いており、生命力を高めることによって治癒力を動かしているとも言える。

### 現代
現代西洋医学では、診断により病名をつけ、医薬品の処方や手術を行う。現代西洋医学では、原因となっている部分の除去や、症状の緩和（対症療法）が目的となっている。ただし、実は、こういったことだけでは病気は治らない。結局は、十分に体細胞の休養をとり、生命力を高めて治癒力が動くようにしてやることで治癒しているのである。
米山公啓の著書によると風邪をひいて病院に行くと多くの場合抗生物質を処方されるが、風邪の原因はウイルスであるので、細菌を効果の対象とした抗生物質が効くはずはないとしている。
また、1993年にアメリカ合衆国のノエティック・サイエンス研究所から出版された『自然退縮』という本には、腫瘍の自然退縮（自然治癒）1051例の中には、癌の自然退縮が216例含まれていた、という。この論文では、組織を科学的・化学的に検査して、がんであることをあらかじめ確かめている。よって、これは、癌であっても自然治癒が起こりうる、ということを客観的・科学的に証明したことになると米山公啓は述べている。
（なおこれはあくまで、腫瘍でも自然治癒が起きる場合があるという証明がある、という情報であり、仮に誰かが腫瘍を見つけた場合にどうするのがよいか、に関する情報ではない。）
もともと人体は、自己治癒に必要なさまざまな物質を体内で分泌している。医薬品として認知されている人工物質と類似の物質が、最近になって、もともと体内で自然に分泌されていることが発見されたこともある。例えば、狭心症の薬として有名なニトログリセリンは人工物だが、最近、人間の血管の内側からそれに似た構造の物質、体内ニトロとでも言うべき一酸化窒素が分泌されており、強力に血管を拡げる作用を担っていることがわかってきた。また、もともと「キツネノテブクロ」というイギリスの民間療法で使われていた薬草を、ウィザーリングという人がむくみのひどい心不全患者に使ったのが、現在、心不全の治療薬として知られる「ジギタリス」の最初の使用記録なのであり、やがてジギタリスには心臓の働きを強くする効果があることがわかったのであるが、最近になって、このジギタリスと同じ作用をするE-DLS（EDLFとも。内因性ジギタリス様物質 ）という物質が、人間の体内で分泌されていることが発見された。
治癒力を動かすにはコツがあり、病気を治すために本人が絶対にしなければならないことがある、それは十分な休養をとるということである。ただし、「休養」と言っても、ただ休息するだけでなく、病気の回復とともに、適度に肉体を動かし、血行を促進し、酸素や栄養素を全身の細胞に送ってやる必要があるという。また、不足している栄養素は補い（例えば、3大栄養素、カルシウム、鉄分、ミネラル、ビタミンなどのうち、本人がその時不足しているものを補う）、反対に取りすぎている成分は控えるようにする。
「どのようにすぐれた新薬に対しても、すべての望みをかけてはならない。病気の勢いを止めるのは、基本的には休養に支えられた自然治癒力だけなのだ」とは、リウマチ研究の権威、小田禎一の言葉だという。

## 自己再生機能と自己防衛機能
「自然治癒力」と古くから呼ばれ親しまれている機能の中には、「自己再生機能」と「自己防衛機能」が認められる。
「自己再生機能」とは、体が外傷などを負った時に、（それが少々の規模であれば）傷を治す機能のこと。
「自己防御機能」とは、生体の外部から浸入してくるウイルス・細菌類と戦う機能のこと。つまり「免疫」のことである。
二つの機能は連携して機能することもある。例えばスリ傷を負った時の治癒では、生体は浸入してくる細菌と戦いつつ皮膚を再生しているので「自己防衛機能」と「自己再生機能」を同時に働かせているということになる。

## 自己防衛機能
免疫機能は非常に高度で精密（あるいは複雑）なシステムである。免疫機能を担っている要素の例としては「リンパ球」が挙げられる。「リンパ球」というのは総称であり、現在のところ「ナチュラルキラー細胞（NK細胞）」「B細胞」「T細胞」などが知られている。ナチュラルキラー細胞は腫瘍細胞やウイルス感染細胞の拒絶に携わっている。B細胞は体液性免疫や抗体産生に携わっている。T細胞は細胞性免疫に携わっている。

## 自然に起こる創傷治癒
身体で起こる創傷治癒の過程については多くの研究報告がある。
たとえば深い切り傷で起こる創傷治癒の過程を見てゆく。

### 受傷直後
まず受傷部に流入してくる血液により血栓が形成され、血中のフィブリノーゲンが結合し、線維束を形成する。

### 炎症反応、異物除去
受傷6〜24時間は、周辺の毛細血管から好中球が滑り出てくる（好中球は、もし創（そう、傷口）が不潔な場合、細菌などを貪食処理する）。そして好中球は短時間で消滅する。
受傷後12〜48時間は、単球が創内に集まってくる。単球はアメーバ状に形をかえつつ、細菌や組織分解物の貪食を開始し、次第に捕食消化する能力を高めてゆく。これは単球がマクロファージに分化し、活性化マクロファージへ変化したことを意味する（もし、創内に向かってマクロファージが集まらなかったり力が弱かったりする場合は、分解物が除去できず炎症が長く続く）。

### 瘢痕治癒
マクロファージによる異物の除去作業が終了するころに、毛細血管の新生が起こり、線維芽細胞が出現する。
線維芽細胞はコラーゲン、タンパク質、多糖類を合成し、細胞間腔に分泌を開始する。線維芽細胞によるタンパク質合成には十分な酸素と栄養素が必要で、毛細血管の新生は、線維芽細胞にそれを供給する役割を果たしている（毛細血管は、周囲の血管から発芽状に発生、創内へとループ状に発育し、網目状になる）。コラーゲン分子は凝集し、原線維となり、瘢痕組織が形成され、創の修復が進む（これらの過程がうまくゆけば、受傷後およそ2週間でタンパク質合成が終了し、組織改造の過程が開始する。コラーゲン線維の断裂と線維束化が起き、周辺の損傷を受けなかった組織の線維束と同様の外観になるように改造が進み、周辺の結合織との連続性ができてくる。
この過程にかかわる注意点として、 コラーゲンは線維芽細胞の中にある粗面小胞体で合成されるが、水酸化されてから細胞から分泌される。もし水酸化が進まないと、線維束化されず、治癒は延滞してしまう。コラーゲン線維の水酸化には、ビタミンCが欠かせないとされる。
受傷後12〜48時間の、創に近い表皮細胞の端は、細胞が外観を失い、無定形化および膨化し、移動し、凝血内にある血清タンパク質や線維素の切れ端を貪食消化する（これは細胞分裂の準備を行っている）。そして、連続性を備えた細胞層を形成しつつ、正常な外観を取り戻してゆき、表皮再生と真皮での治癒がほぼ同時に完了する。

## 関連文献
- マックス・ノイブルガー『自然治癒力学説史』　1926年
- スティーブン・ロック『内なる治癒力 　こころと免疫をめぐる新しい医学』創元社、1990、ISBN 4-422-11137-X（著者のスティーブン・ロックは医学博士。ハーバード大学医学大学院精神科助教授。精神神経免疫学研究のためのマッカーサー基金の顧問。）
  - （上記の原書）Steven Locke,  Douglas Colligan The Healer Within: The New Medicine of Mind and Body, 1987.  ISBN 0451625544
- ジーン・アクターバーグ著 井上哲彰訳 『自己治癒力　イメージのサイエンス』日本教文社、1991、 ISBN 978-4531080694
- アンドルー・ワイル『人はなぜ治るのか　現代医学と代替医学にみる治癒と健康のメカニズム』日本教文社、1993、 ISBN 978-4531080762
- アンドルー・ワイル『癒す心、治る力　　自発的治癒とはなにか』 角川書店、1998、 ISBN 978-4042777014